# 文橫路
文橫路（Wunheng Rd.）為高雄市的南北向重要道路，本道路共分成三個部分，行經新興區、苓雅區及前鎮區。起端為民生一路，末端為中山二路。

## 得名
由於本道路和文化路垂直相交，因此取名為文橫路。「橫路」的命名方式也大量出現在新興區的其他道路中，不過一般用於和道路垂直相交的次要道路上，例如中山橫路、自立橫路、南華橫一路等，皆和與之同名的較長道路（中山路、自立路、南華路）垂直相交。而文橫路雖然和文化路垂直相交，但其道路長度及交通重要性皆遠大於短而窄的文化路，屬於較特別的案例。
值得一提的是，本道路在早期都市計畫中，整條路皆名為「文橫二路」，且東邊另有一條與之平行的「文橫一路」存在（亦與文化路垂直相交），也就是現在的忠孝路（五福路到三多路段），但後來文橫一路統一與原來的忠孝路合併而改名，而原先之文橫二路則重新命名並分段為文橫一、二及三路。類似的狀況也發生在與復興路垂直相交的復橫一路及復橫二路（今民生路）上，造成現在只有復橫一路而沒有二路的特殊景況。

## 行經行政區域
（由北至南）
- 新興區
- 苓雅區
- 前鎮區

## 分段
文橫路共分成三個部分：
- 文橫一路：北起於民生一路口，南於五福二路口接文橫二路。
- 文橫二路：北於五福二路口接文橫一路，南於三多三路口接文橫三路。
- 文橫三路：北於三多三路口接文橫二路，南止於中山二路口。

## 沿線設施
（由北至南）
- 文橫一路
  - 高雄市立新興高級中學
  - 高雄市鼓壽宮
  - 原宿玉竹商圈
- 文橫二路
  - 五福商圈
  - 新堀江
  - 高雄市立苓雅國民中學
  - 興中觀光夜市
- 文橫三路
  - 新光三越三多店
  - 三多商圈
  - 盛興公園
  - 獅甲公園

### 鄰近商圈
- 原宿玉竹商圈（新堀江）
- 三多商圈
- 五福商圈

## 公共自行車
- 高雄市公共自行車租賃系統：
  - 新興高中：五福二路/文衡一路口東北側
  - 生日公園：四維三路/文橫二路口(西北角)
  - 三多文橫二路口：三多三路/文橫二路口(東北側)
  - 獅甲公園：崑明街/文橫三路(東南側)

## 內部連結
- 高雄市主要道路列表